# Palé

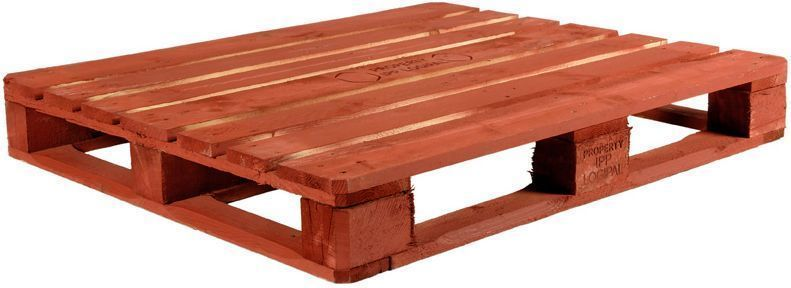
Palé de madera.

Un palé (único término reconocido por la Real Academia Española), palet (no recomendado por la Fundéu, pues no es ni inglés ni español), pallet (en Hispanoamérica, donde también se usan los términos palet, estiba y tarima), parihuela  (en Perú), o (ambiguamente) paleta es un armazón de madera, plástico u otro material empleado en el movimiento de carga, para facilitar el levantamiento y manejo con pequeñas grúas hidráulicas, llamadas carretillas elevadoras o transpalé. No está claro si el primero en emplearlo fue el ejército estadounidense o los europeos para el suministro de sus tropas en Europa durante la Segunda Guerra Mundial. En Colombia y en algunas zonas de Sudamérica, se utiliza el término estiba.[cita requerida]

## Tamaño de los palés
Las medidas y denominaciones más frecuentes (en milímetros) para la plataforma del palé son las siguientes:

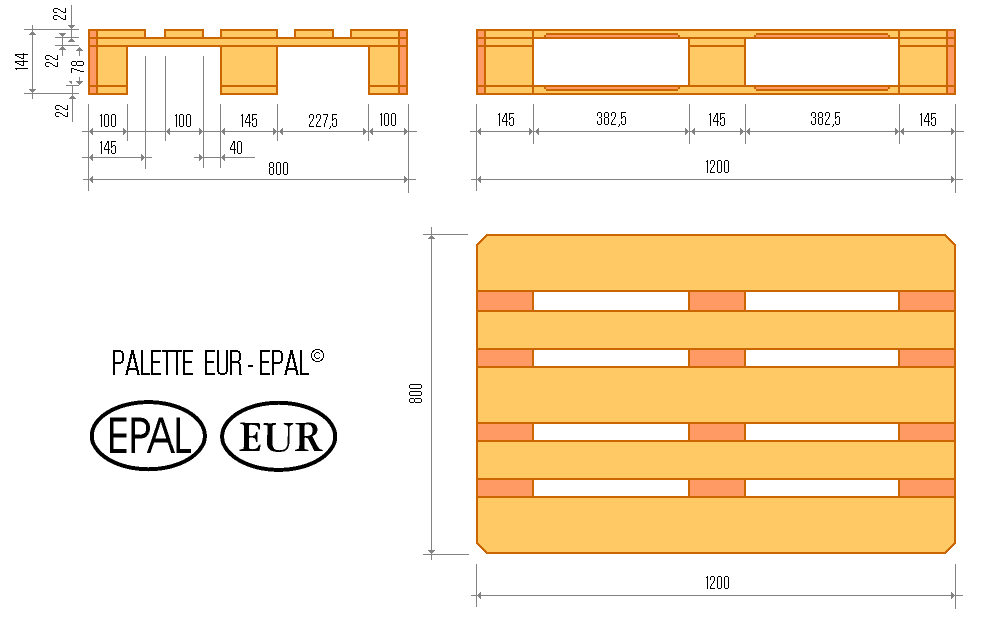
Detalle del palé europeo.

- Palé europeo o europalé: mide 1200 x 800 x 145 mm; está normalizado en dimensiones y materiales utilizados según la homologación EUR y EPAL. Se utiliza en transporte y almacenamiento de los productos de gran consumo. Esta homologación se realiza por primera vez por parte de los ferrocarriles austríacos y posteriormente fue adoptado en Europa por la UIC (Union Internationale des Chemins de Fer), para aprovechar al máximo las medidas de las cajas de los vagones ferroviarios y remolques, que tienen un ancho de 2400 mm interiores. Con esta medida de palé se pueden poner a lo ancho de la caja dos palés en sentido transversal o tres si se colocan en sentido longitudinal. De esta forma, al estar estandarizados los tamaños de los palés en base al ancho de los camiones, se llegó a una fórmula para poder calcular la cantidad de palés transportados de un camión: se toma el largo de la superficie de carga y se divide entre 0,4, dando así un valor aproximado de la cantidad de palés que puede transportar el camión. Este tipo de palé es el más frecuente en el mercado europeo.
  - Dentro del europalet también hay una subcategoría llamada Display Palet (media paleta), que mide la mitad del largo que un europalet estándar (600 × 800 mm), este tipo es ampliamente usado por cadenas de hiperpermercados para reponer productos de mucha rotación en la parte baja de las estanterías directamente con el transpalé, reponiendo de una sola operación un palé completo de producto.
- Palé universal, Palé industrial o isopalé: mal llamado «palé americano», mide 1200 × 1000 mm. Se utiliza principalmente en los mercados americano y japonés.

También existen otros tamaños que se emplean en proporciones mucho menores, casi marginalmente:
- 1000 × 1000 mm, para materiales de construcción.
- 1200 × 800 mm, para productos de gran consumo en sus dos variantes: madera y metálica.
- 1000 × 600 mm, utilizado de forma menor para líquidos, está prácticamente en desuso.

Los palés industriales pueden tener otros estándares o dimensiones específicas, particularmente en el sector químico. La dimensión 800 × 1200 mm es la más extendida en Europa, aunque también es común la de 1000 × 1200 mm.

## Materiales

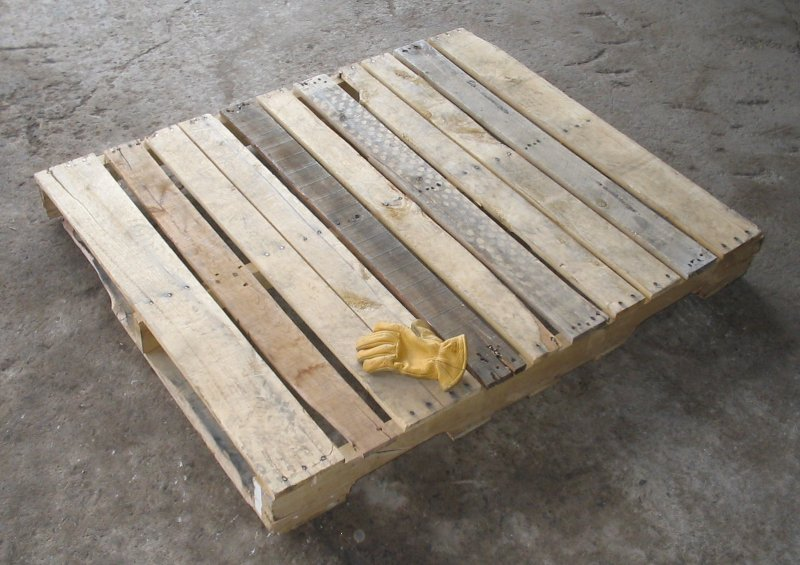
Palé (o tarima) de madera.

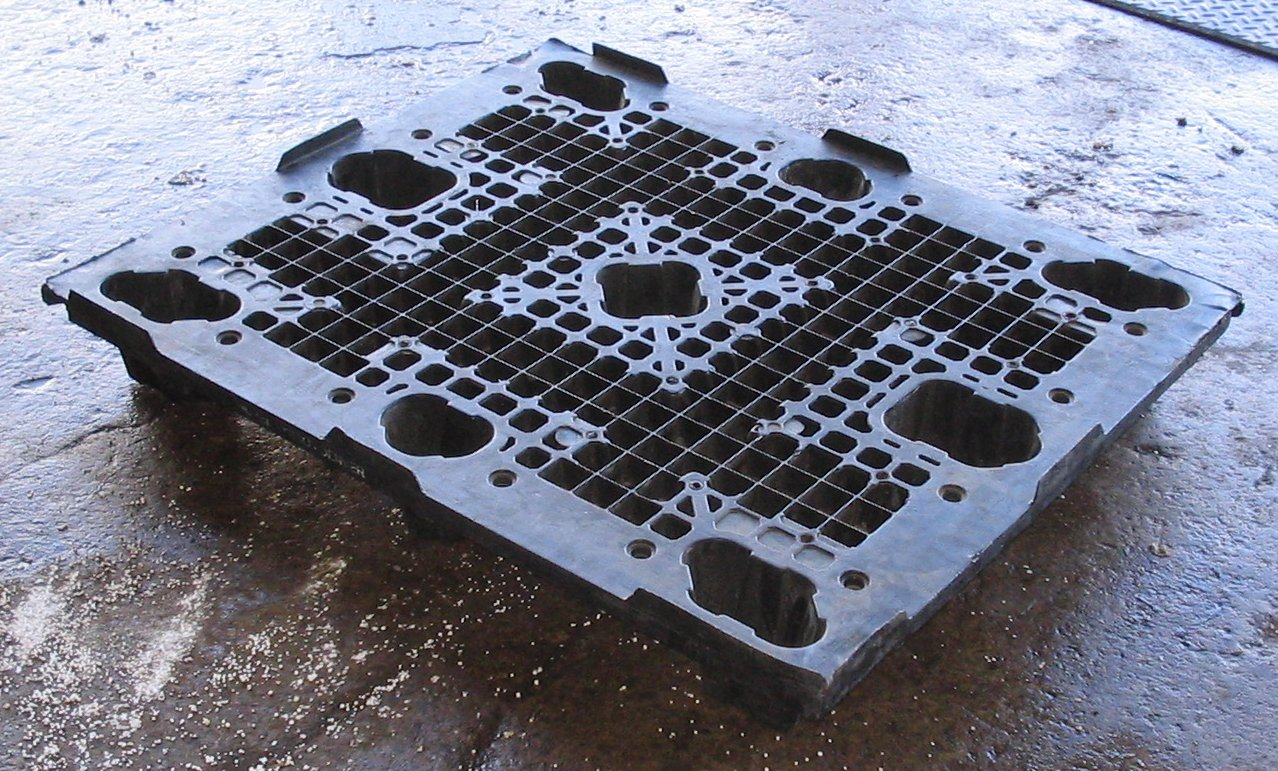
Palé de plástico dotado de nueve patas; puede ser levantado desde los cuatro lados.

Los palés se fabrican en diversos materiales: madera, plástico, cartón prensado, aleación ligera, etc.
- Palé de madera. Representa entre el 90 % y 95 % del mercado de palés. Actualmente, la normativa internacional ISPM-15 obliga a tratar la madera que se destina a exportación en muchos países, pero no en todos. Hay una lista de los países que exigen tratamiento antibacteriano, que en España publica y actualiza el Ministerio de Agricultura. El palé puede, pues, perder su hegemonía en los transportes intercontinentales, ya que solo existe una forma de tratamiento, que no es sencilla de aplicar para grandes volúmenes:
  - Aplicar calor hasta al menos 56 °C de temperatura durante 30 minutos.
  - Fumigar mediante bromuro metílico (prohibido desde 2009).
- Palé de plástico. Con menor presencia, se presenta como una alternativa al palé de madera en envíos internacionales, sobre todo aéreos. Generalmente, es el palé escogido por la constancia de su peso y por su higiene. Suele destinarse a nichos de mercado del sector de la logística industrial, donde es muy conveniente para los almacenes automatizados.
- Palé de cartón. Presente en los catálogos de los principales cartoneros, se escoge por sus garantías de higiene al tratarse de un producto desechable. Los palés de cartón son de un solo uso y se destinan mayoritariamente al mercado agrícola o agroalimentario. Su presencia en el mercado actual (2009) es meramente testimonial, aunque se espera que en el futuro sea el producto dominante.
- Palé de conglomerado. Fabricado en madera aglomerada moldeada, existe desde hace más de veinte años pero sigue siendo el modelo menos conocido. El palé en conglomerado se dirige a transportes internacionales en donde la carga media asciende a unos 200 kg. Actualmente los pesos que soportan pueden llegar a los 1350 kg de carga dinámica.
- Palé metálico. De medidas normalizadas y fabricado en chapa de acero, su capacidad de carga es mayor que la de un palé de madera: hasta 2000 kg.

## Desarrollos para productos no apilables o líquidos
Los productos no apilables por carecer de formas cuadrangulares pueden ser empaquetados, manipulados y transportados en pallets tipo Box palet en el caso de productos terminados o en un pallet-contenedor, para productos a granel (patatas o semi-elaborados), compuesto generalmente por un pallet metálico, de madera o plástico y cuatro paredes.
Para la manipulación de líquidos o fluidos a granel en todo tipo de industrias han surgido nuevas propuestas como el palé-depósito, compuesto por un pallet metálico sobre el que se monta un depósito de polietileno (de aproximadamente 1 m³ de capacidad) que se protege con un enrejado de tubos metálicos. Suelen ser reutilizables y se les dota de orificio de llenado y vaciado, son aptos para todo tipo de líquidos, incluso líquidos peligrosos o inflamables. Este tipo de pallet-depósito está comenzando a desplazar los antiguos bidones metálicos tipo barril por su forma cúbica, su durabilidad y la ventaja de poder ser manipulados por una carretilla elevadora.
Hay otra variante similar al anterior que no es reutilizable, denominado Jumbo por la industria, compuesto por un pallet de madera sobre el que se coloca una bolsa plástica de grandes dimensiones recubierta por paredes de cartón ondulado aseguradas por unos flejes plásticos.
Estos tipos de pallets suelen ser apilables excepto el tipo Jumbo.

## Empresas de intercambio y alquiler de palés (logística inversa)
Con la amplia difusión del uso de los pallets en el envío de mercancías se constató que uno de los mayores inconvenientes en su utilización era la devolución del pallet al fabricante por parte de la empresa o negocio consumidor, por lo que surgieron diversas alternativas como el uso del palé no retornable (sistema caro y con un gran desperdicio de recursos).
También surgieron empresas de compra-venta que se dedican a comprarlos a las empresas o comercios usuarios finales del pallet, revisarlos, repararlos y vendérselos a empresas cercanas fabricantes de productos con lo que el pallet se vuelve a poner nuevamente en uso.
Posteriormente, ya con la utilización del Europalet (al estandarizar medidas y forma) surgieron grandes compañías con bases y delegaciones en muchas ciudades (incluso a nivel europeo) que centran su actividad en el alquiler del pallet en régimen de pool; estas hacen el mismo proceso que las empresas de compra-venta, con la variante que su negocio se basa en alquilar los pallets a las empresas fabricantes de productos desde el momento que se los entrega hasta que el cliente usuario final del pallet (situado en otra ciudad o país) decide devolverlo porque ya ha vendido esa mercancía. Con este método una empresa no tiene que hacer un gran desembolso en pallets, sino que simplemente se compromete a pagar un alquiler por los que esté utilizando en cada momento.
Con estos operadores se evita la logística inversa, o sea la costosa operación de que un palé tenga que retornar a su ciudad de origen, al ser reutilizado en la ciudad de destino (o proximidades) por otra empresa fabricante de productos que también demanda palés con el consiguiente ahorro económico y en contaminación al no tener que regresar camiones o vagones con los palés vacíos.[cita requerida]

## Ventajas y Beneficios de la paletización de mercancías o logística paletizada
1. Facilita el control de inventarios de producto. Ya que es posible apilar una gran cantidad de productos sobre el mismo pallet y contabilizar de manera más sencilla.
2. Asegura que la mercancía llegue a su destino en buenas condiciones, disminuyendo el riesgo de roturas y pérdidas.
3. Mayor agilidad en el flujo de mercancías en los centros de distribución y almacenes. Esto se debe a la posibilidad de apilar y almacenar.
4. Aporta flexibilidad ya que paletizar es aplicable diversas industrias y sectores. Lo que permite optimizar recursos homogeneizando la manipulación de cualquier tipo de mercancía.
5. Supone una mayor agilidad en las operaciones que se llevan a cabo. Lo que repercute en una mayor eficiencia, aumento de la productividad y reducción de costes.
6. Permite un mejor aprovechamiento del espacio disponible en los camiones y almacenes.
7. Facilita la recepción y control de los productos en el momento de la entrega.

## Empresas especializadas en logística paletizada
- Palletways Iberia, con servicio y soluciones de distribución exprés de mercancías en la península Ibérica, islas y continente europeo.